# Granny Smith

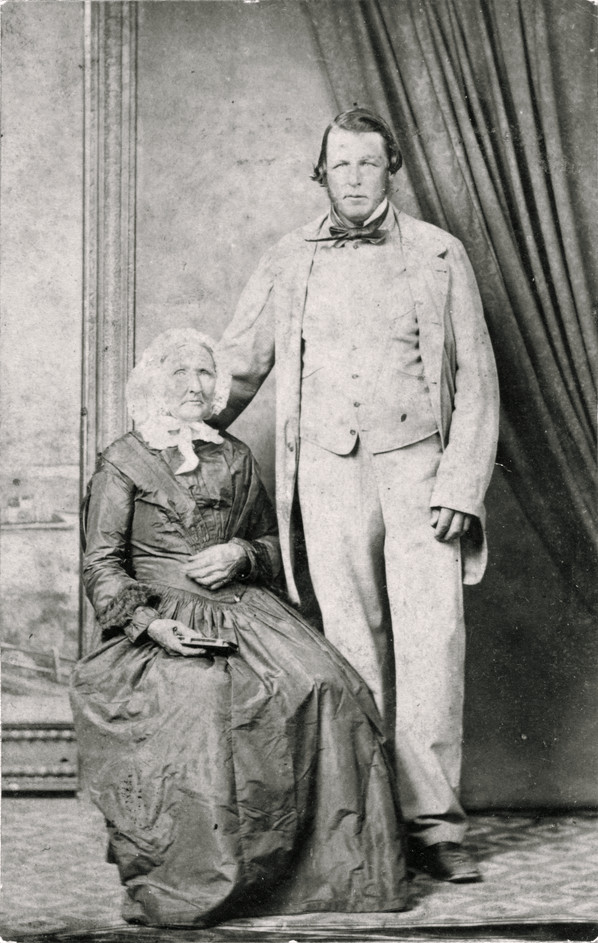
'Granny' Smith (1799–1870)

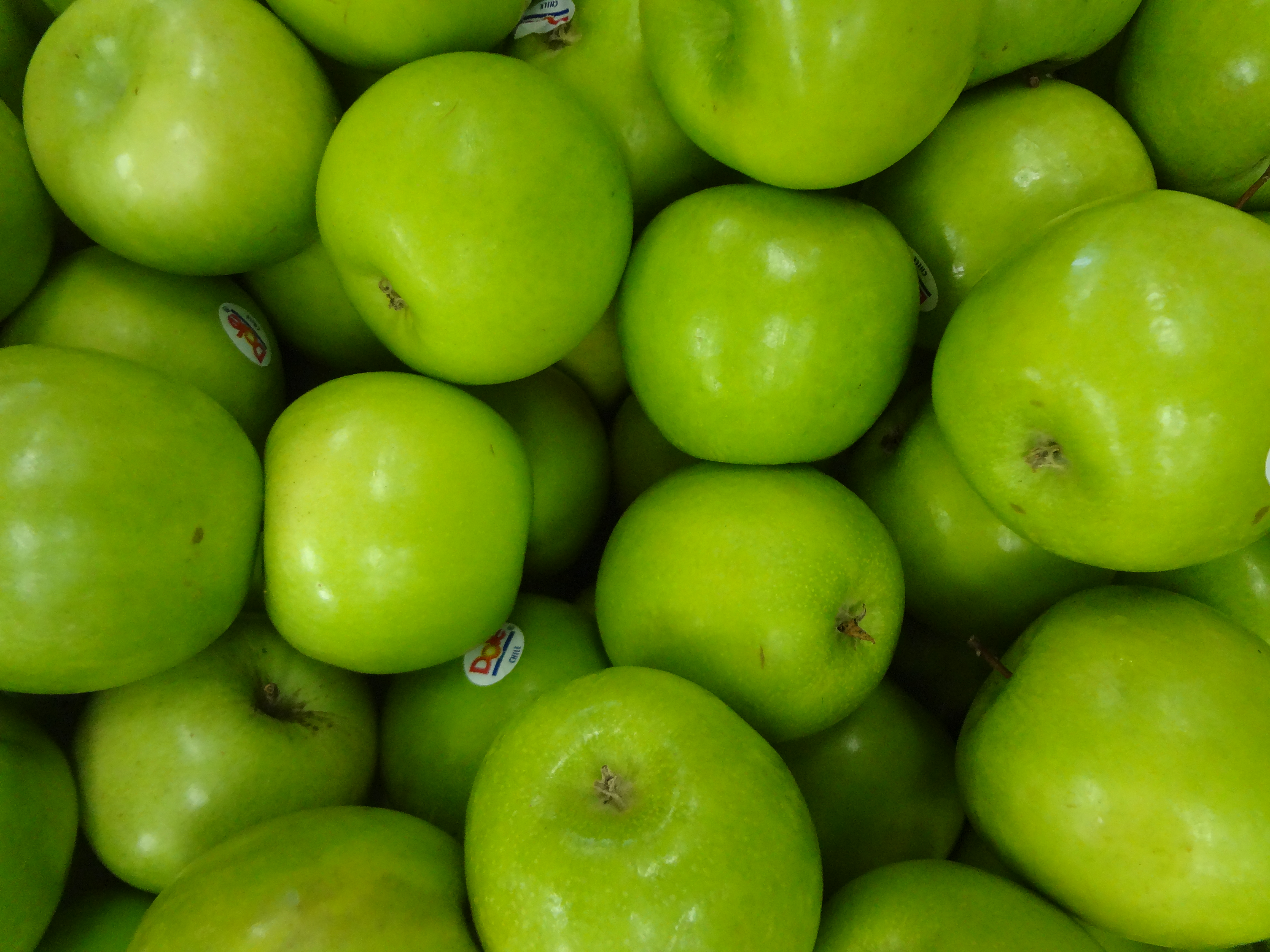
Cartón de Granny Smith de origen chileno en un mercado en Quito.

La Granny Smith, manzana verde de la Abuela Smith o simplemente manzana verde, es una variedad de manzana creada artificialmente, la cual se cree que proviene de la hibridación entre las especies Malus domestica y M. sylvestris. La primera vez que se tuvo conocimiento de ella, fue en Australia en 1868, después de que María Ann Smith Sherwood, de quien viene el nombre de "Granny Smith" (Abuela Smith), creara el primer injerto. Más tarde se introdujeron en el Reino Unido, alrededor del año 1935, y en los Estados Unidos en 1972 por Grady Auvil. Además, se pueden encontrar silvestres en Nueva Zelanda.

## Características
Las manzanas Granny Smith son de color verde luminoso, aunque algunas pueden tener la piel rosada. Son crujientes, jugosas y ácidas, siendo excelentes para el consumo tanto para cocinar como para comer crudas. También son fabulosas para las ensaladas porque las rebanadas no se oxidan tan rápido como otros tipos de manzana. Asimismo, tiene una textura más fuerte que la de otras manzanas verdes, provocando problemas a personas con dentaduras postizas.
Esta variedad de manzana suele ser la preferida en el mercado debido a sus beneficios en la salud, especializados en el área de nutrición han revelado que favorece a una buena digestión, regula los movimientos intestinales y ayuda a prevenir el estreñimiento, adicionando que gracias a las vitaminas A, B, C, su alto contenido de antioxidantes y agua ayudan a mantener hidratada la piel.
En particular, es famosa por ser una de las variedades de manzanas más empleadas para la elaboración de tarta de manzana y en general en otros productos de panadería.